# بچه‌های باحال (ترانه اکوسمیت)
«بچه‌های باحال» تک‌آهنگی از گروه موسیقی آلترنتیو راک اکوسمیت است که در ۳۱ مه ۲۰۱۳ منتشر شد.
این تک‌آهنگ در چارت‌های استرالیا، اتریش، کرواسی، چک، دانمارک، آلمان، ایرلند، لهستان و سوئیس جزو ده ترانه اول قرار گرفت.